# Цюйчжоу (Ханьдань)
Цюйчжо́у (кит. упр. 曲周, пиньинь Qǔzhōu) — уезд городского округа Ханьдань провинции Хэбэй (КНР).

## История
Уезд был основан при империи Хань в 137 году.
В 1946 году уезд был переименован в Цичжи (企之县) в честь героя антияпонской войны Го Цичжи, но в 1949 году ему было возвращено прежнее название.
В 1949 году был создан Специальный район Ханьдань (邯郸专区), и уезд вошёл в его состав. В 1958 году к уезду Цюйчжоу были присоединены уезды Цзицзэ, Цюсянь и Фэйсян. В 1961 году из уезда Цюйчжоу был выделен уезд Фэйсян, а в 1962 году — уезды Цзицзэ и Цюсянь; тем самым уезд был восстановлен в исходных границах. В 1970 году Специальный район Ханьдань был переименован в Округ Ханьдань (邯郸地区). В июне 1993 года округ Ханьдань и город Ханьдань были расформированы, и образован Городской округ Ханьдань.

## Административное деление
Уезд Цюйчжоу делится на 6 посёлков и 4 волости.

## Экономика
Цюйчжоу является крупным центром по производству детских колясок и велосипедов. Эта индустрия зародилась в 1970-х годах. По состоянию на 2022 год в уезде насчитывалось более 1,8 тыс. предприятий по производству различных типов детских колясок, велосипедов и запасных частей с годовым объемом производства в 50 млн штук на общую сумму более 7,2 млрд юаней. Продукция экспортируется в более чем 30 стран и регионов мира, годовой доход от экспорта составляет 120 млн долларов США.